# مسجد ماردينلي
مسجد ماردينلي (بالأذرية: Mərdinli məscidi) – هو مسجد أذربيجاني يقع في مدينة شوشا بإقليم قاراباغ على بعد حوالي 350 كيلومترا من العاصمة باكو.

## التاريخ
تم بنائه في القرن التاسع عشر في الحي مردينلي من مدينة شوشا. يقع المسجد عند تقاطع شوارع صديقجان و قاراشيروف ماردينلي في مدينة شوشا.
كان مسجد ماردينلي أحد 17 مسجداً تعمل في مدينة شوشا في نهاية القرن التاسع عشر. أدرج مسجد ماردينلي في قائمة التراث العالمي للاحتياطي التاريخي والمعماري لمدينة شوشا. 